# Самыкино
Самыкино — деревня в Холм-Жирковском районе Смоленской области России. Входит в состав Стешинского сельского поселения. Население — 10 жителей (2007 год), 1 житель (2017 год).  
Расположена в северной части области в 13 км к юго-востоку от Холм-Жирковского, в 28 км севернее автодороги М1 «Беларусь», на берегу реки Вязьма. В 24 км западнее деревни расположена железнодорожная станция Игоревская на линии Дурово — Владимирский Тупик. 

## История
В годы Великой Отечественной войны деревня была оккупирована гитлеровскими войсками в октябре 1941 года, освобождена в марте 1943 года.